# Amputated Vein Records
Amputated Vein Records ist ein 2002 in Jōtō, einem Bezirk der Stadt Osaka, eröffnetes Musiklabel, welches sich auf Death Metal und Grindcore spezialisiert hat. Mit Ghastly Music und Bloodcurdling Enterprise unterhält Amputated Vein zwei Sublabels.
Discogs zählt mehr als 220 Veröffentlichungen, die seit der Gründung des Labels über Amputated Vein und dessen beiden Tochterlabels erschienen sind.

## Veröffentlichungen (Auswahl)
- All Shall Perish: Hate.Malice.Revenge (Album, 2003)
- Pathology: Surgically Hacked (Mini-Album, 2006)
- Awaiting the Autopsy: Couldn’t Tell the Bodies Apart (Album, 2009)
- Disentomb: Sunken Chambers of Niphilim (Album, 2010)
- Severed Crotch: The Nature of Entropy (Album, 2011)
- Visceral Disgorge: Ingesting Putridity (Album, 2011)
- Waking the Cadaver: Real-Life Death (Album, 2013)
- Disemboweled: Cadavers (Album, 2014)
- Sickening: The Beyond (Album, 2015)
- Waking the Cadaver: Waking the Cadaver (Kompilation, 2016)
- Relics of Humanity: Guided by the Soulless Call (Album, 2016)
- Devourment: 1.3.8 (Kompilation, 2017)
- Devour the Fetus: Traumatic Birth Delights (Album, 2019)
- Gutrectomy: Manifestation of Human Suffering (Album, 2022), Slampocalypse (Album, 2017)